# John Sessions
John Gibb Marshall (Largs, 11 januari 1953 – Londen, 2 november 2020), bekend onder zijn artiestennaam John Sessions,  was een Schotse acteur en komiek. Hij was bekend als improvisatieacteur in series als Whose Line Is It Anyway?, als regelmatige gast in QI en van zijn rollen in films, zowel in het Verenigd Koninkrijk als in de VS.

## Biografie
Sessions werd geboren als John Gibb Marshall en groeide op in Kempston, Bedford en St. Albans. Hij veranderde zijn naam toen hij lid werd van Equity, de acteursvakbond.
Hij studeerde Engelse literatuur aan de Universiteit van Wales, waar hij Master of Arts werd. Later ging hij naar de McMaster-universiteit in Hamilton (Ontario) in Canada, waar hij zijn PhD niet afmaakte. In interviews en in zijn werk liet hij merken dat dit een ongelukkige periode in zijn leven is geweest. In het onderdeel "Worst of Times" in The Independent sprak hij over het koude Canadese weer en vertelde hij dat hij te veel rookte en slechte relaties had. Zijn proefschrift beschreef hij als "200 pagina's vol onzin".
Sessions studeerde aan de prestigieuze Royal Academy of Dramatic Art. In de vroege jaren 80 werkte hij al in het comedycircuit, waarbij hij voornamelijk geïmproviseerde monologen hield. Hij had kleine rolletjes in films, zoals The Bounty (1984, met Mel Gibson, Anthony Hopkins en Laurence Olivier), maar zijn kracht lag in improvisatie en comedy. Zijn onemanshow Napoleon liep enige seizoenen in het Londense West End.
In het radioprogramma Whose Line Is It Anyway?, gepresenteerd door Clive Anderson, waren hij en Stephen Fry de enige vaste gasten. Sessions deed ook mee in het eerste seizoen van de televisieversie, verscheen regelmatig in het tweede, maar vanaf het derde deed hij bijna niet meer mee.
In 1989 had hij zijn eigen televisieprogramma, John Sessions. In deze onemanshow vroeg hij het publiek een persoon, een locatie en twee objecten te kiezen, waaromheen Sessions een optreden van een halfuur maakte. Hierna had hij nog twee vergelijkbare televisieprogramma's: John Sessions' Tall Tales (1991) en John Sessions' Likely Stories (1994), hoewel die minder geïmproviseerd waren. Na enkele jaren had hij er genoeg van, en het publiek ook. Hij had meer succes met Stella Street (vanaf 1997), een surrealistische comedyserie.
Hij ging ook meer "gewoon" acteren, met rollen als James Boswell in Boswell and Johnson's Tour of the Western Isles (1993) en Doctor Prunesquallor in de BBC-miniserie Gormenghast (2000). Ook speelde hij in verfilmingen van Shakespeares werk: Mcmorris in Kenneth Branaghs Henry V (1989), Philostrate in A Midsummer Night's Dream (1999) en Salerio in The Merchant of Venice (2004).
Daarnaast verscheen Sessions regelmatig in Have I Got News for You en als semivast panellid in QI. In de eerste aflevering van dit programma liet hij zien dat hij zonder moeite geboorte- en sterfdata van verschillende historische figuren kon noemen - al noemde hij het zelf verontschuldigend "een ziekte".
Sessions overleed in november 2020 op 67-jarige leeftijd aan de hartkwaal waaraan hij al enige tijd leed.
- Biblioteca Nacional de España: XX1070144
- Bibliothèque nationale de France: cb14054014d (data)
- Gemeinsame Normdatei: 1199322660
- International Standard Name Identifier: 0000 0001 1468 4114
- Library of Congress Control Number: no98087956
- MusicBrainz: 2df311bc-8146-4584-afd4-823d12c2248d
- Nationale Bibliotheek van Tsjechië: pna2015862394
- Nationale Bibliotheek van Israël: 987007455274705171
- Nederlandse Thesaurus van Auteursnamen: 121225615
- SNAC: w6p67zjh
- Système universitaire de documentation: 076774414
- Virtual International Authority File: 17425632
- WorldCat: E39PBJgmHvjFHqPjmDQ3b4WxDq